# Jared Goff
Jared Thomas Goff (* 14. Oktober 1994 in Novato, Kalifornien) ist ein US-amerikanischer American-Football-Spieler auf der Position des Quarterbacks. Er spielt seit 2021 für die Detroit Lions in der National Football League (NFL). Er wurde im NFL Draft 2016 als Gesamterster von den Los Angeles Rams ausgewählt.

## College
Goff spielte College Football für die California Golden Bears an der University of California, Berkeley in der Pacific-12 Conference. Dort wurde er zum Starting-Quarterback und spielte in jedem Spiel der Bears, in dem er spielberechtigt war. Als Freshman warf er Pässe für 3.509 Yards bei 19 Touchdowns und 10 Interceptions. Er steigerte sich in seinem zweiten Jahr auf 3.973 Yards, 35 Touchdowns und 7 Interceptions. In seinem letzten Jahr am College warf er Pässe für 4.719 Yards, 43 Touchdowns und 19 Interceptions. Am Ende seiner College-Karriere hatte Goff 26 Teamrekorde aufgestellt.

## NFL

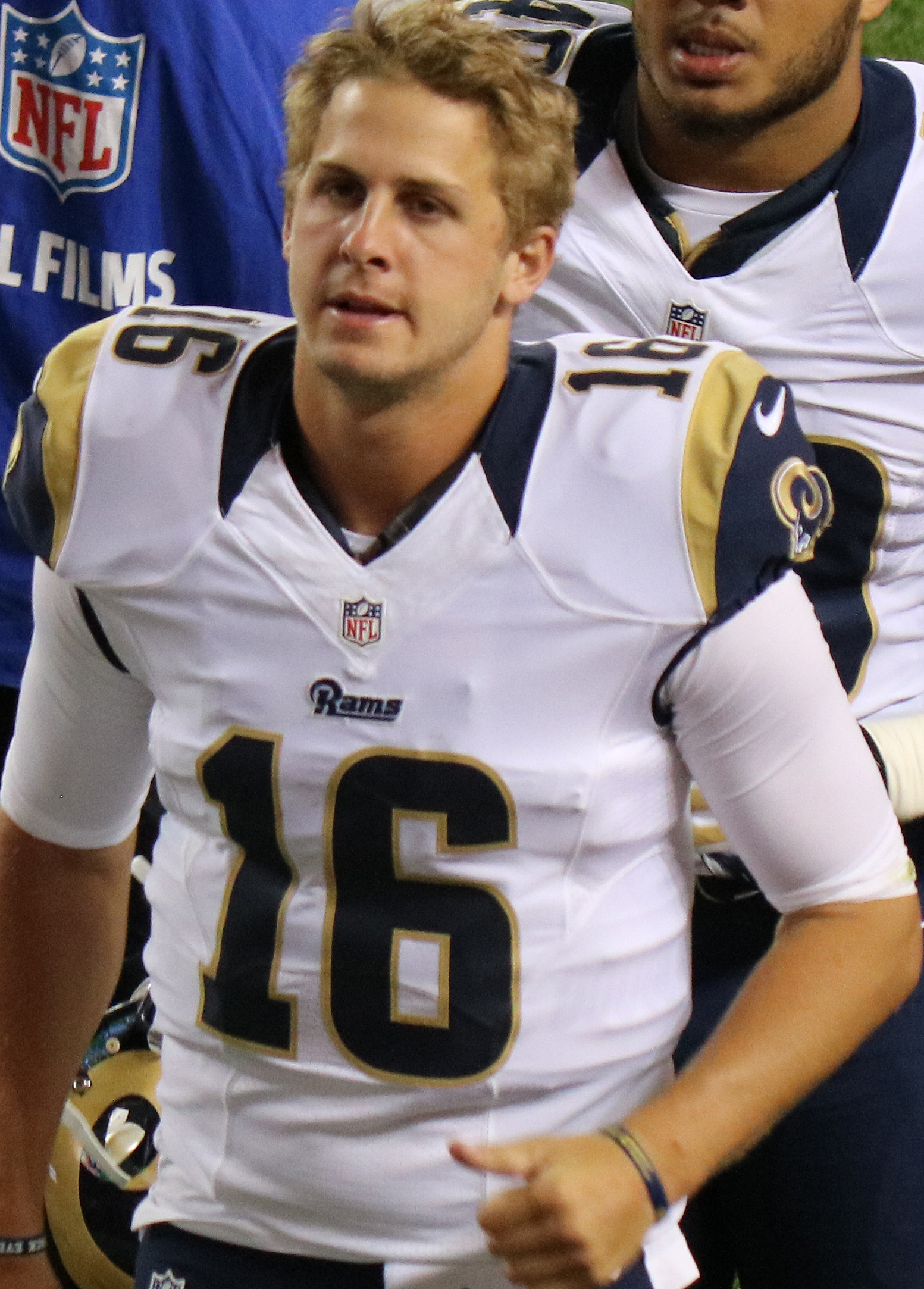
Goff (2016)

Im NFL Draft 2016 wurde Goff von den Los Angeles Rams als erster Spieler ausgewählt. Die Rams hatten für die Position zuvor einen Tausch mit den Tennessee Titans abgeschlossen. Die Rams erhielten neben diesem ersten Pick auch die Draftrechte in der vierten und sechsten Runde (Nr. 113 und 177) des Drafts 2016. Im Gegenzug erhielten die Titans von den Rams das Draftrecht in der ersten Runde, zwei in der zweiten Runde und eins in der dritten Runde (Nr. 15, 43, 45 und 76 – alle 2016). Zusätzlich erhielten sie von den Rams die Rechte in der ersten und dritten Runde des Drafts 2017. Mit den ersten drei Picks des Trades wählten die Titans den Tackle Jack Conklin, den Nose Tackle Austin Johnson und den Runningback Derrick Henry.
Am 9. Juni 2016 unterschrieb er einen Vierjahresvertrag bei den Rams mit einem Wert von 27,9 Millionen US-Dollar. Zusätzlich erhielt er einen Unterschriftenbonus von 18,6 Millionen US-Dollar. Nachdem die Rams die ersten neun Spiele Case Keenum als Quarterback auflaufen ließen, war Goff seit dem zehnten Spiel ihr Starting-Quarterback.
2017 war eine deutlich bessere Saison für Goff. Unter dem neuen Head Coach Sean McVay warf er 28 Touchdowns, sieben Interceptions und 3.804 Yards. Er war damit der erste Spieler in der Geschichte der Rams, der Pässe für mehr als 25 Touchdowns und gleichzeitig weniger als zehn Interceptions warf. Er brachte 62,1 % seiner Pässe an und erlangte ein Quarterback Rating von 100,5, den fünftbesten Wert der Liga. Er wurde dafür von den Pro Football Writers of America zum  Most Improved Player of the Year (Meistverbesserter Spieler des Jahres) gewählt und wurde erstmals in den Pro Bowl berufen.
Diese Werte konnte Goff in der Saison 2018 abermals übertreffen. Seine starken Leistungen in der Regular Season führten die Rams zu einer 13:3-Bilanz und damit in die Play-offs. 32 Touchdowns, 364 angekommene Pässe (64,9 %) bei einem Quarterback Rating von 101,5 machten die Rams zum Mitfavoriten auf den Super Bowl LIII. Beim 38:31-Sieg in Woche 4, im Donnerstags-Spiel (Thursday Night Game) gegen die Minnesota Vikings erzielte er Karrierebestwerte mit 465 Yards Raumgewinn, 5 Touchdowns, 26 von 33 angekommenen Pässen und einem perfekten Quarterback-Rating von 158,3. Diese Leistung brachte ihm eine Auszeichnung zum NFC Offensive Player of the Week ein. Auch in Woche 11 beim 54:51-Sieg über die Kansas City Chiefs, dem Spiel mit den drittmeisterzielten Punkten in der gesamten NFL-Geschichte, erzielte Goff über 400 Yards (413).
In den Play-offs konnte Jared Goff die bis dahin gezeigten Leistungen jedoch nicht bestätigen. Zwar gelang der Einzug in den Super Bowl LIII, aber nicht zuletzt wegen der schwachen Leistung ihres Quarterbacks verloren die Rams mit 3:13 gegen die New England Patriots und ihre an diesem Tag überragende Defensive. In den drei Play-off-Spielen der Saison kam er nur auf eine Quote von 55,7 % angekommenen Pässen und ein Quarterback-Rating von 71,7. Im April 2019 zogen die Rams die Option für ein fünftes Vertragsjahr. Vor Saisonbeginn verlängerten die Rams den Vertrag mit Goff bis 2024. Goff soll demnach für vier Jahre eine Rekordsumme von garantierten 110 Millionen US-Dollar erhalten, die sich durch Bonuszahlungen auf bis zu 134 Millionen Dollar erhöhen können.
Vor der Saison 2021 einigten sich die Los Angeles Rams mit den Detroit Lions auf einen Trade von Goff. Sie gaben ihn zusammen mit einem Drittrundenpick 2021, einem Erstrundenpick 2022 und einem Erstrundenpick 2023 im Austausch für Matthew Stafford ab. Goff startete die Saison mit den Lions erfolglos, indem sie die ersten elf Spiele sieglos blieben. Nach einer Verletzung verpasste Goff den 11. Spieltag. Am 13. Spieltag gelang ihm sein erster Sieg mit den Lions gegen die Minnesota Vikings. Am 15. Spieltag gewann er das zweite Saisonspiel, fiel aber wegen COVID-19 am 16. und wegen einer Knieverletzung am 17. Spieltag aus. Zum letzten Saisonspiel kehrte er zurück und führte die Lions zu einem Sieg über die rivalisierenden Green Bay Packers. Mit einer Komplettierungsquote von 67,2 % stellte er einen Franchiserekord ein und mit seiner Interceptionquote von 1,6 % einen Teamrekord auf. Sein Quarterback Rating von 91,5 war zudem Bestwert für einen Spieler in seiner ersten Saison bei den Lions.
In der Saison 2023 gewann Goff mit den Lions den ersten Divisiontitel seit 30 Jahren und erreichte mit dem Team das NFC Championship Game. Im Mai 2024 einigte Goff sich mit den Lions auf eine Vertragsverlängerung um vier Jahre bis 2027 mit einer Option für 2028 im Wert von insgesamt 212 Millionen US-Dollar, davon 170 Millionen garantiert.

## Privates
Goff ist mit der Influencerin Christen verheiratet. Gemeinsam wurden sie im Juli 2025 Eltern einer Tochter.